# Kim Dong-sub
Kim Dong-Sub (Icheon, 29 maart 1989) is een Zuid-Koreaans voetballer.

## Carrière
Kim Dong-Sub speelde tussen 2007 en 2012 voor Shimizu S-Pulse, Tokushima Vortis en Gwangju FC. Hij tekende in 2013 bij Seongnam Ilhwa Chunma.

## Zuid-Koreaans voetbalelftal
Kim Dong-Sub debuteerde in 2013 in het Zuid-Koreaans nationaal elftal en speelde 3 interlands.